# Paulin Joachim
Pour les articles homonymes, voir Joachim.
Paulin Joachim (ou Paulin Joachim Kokou, K. Paulin Joachim) ; né le 20 septembre 1931 à Cotonou dans l'ancienne colonie du Dahomey, et mort le 24 novembre 2012 à Paris, est un écrivain, poète, critique littéraire, journaliste et homme de presse béninois, qui a acquis la nationalité française. L'élégance de sa langue et de ses tenues vestimentaires, sa plume acérée et son aisance avec les grands de ce monde en ont fait « une légende du journalisme en Afrique ».

## Biographie
Paulin Joachim – de son nom complet Paulin Joachim Branco de Souza – fait partie des descendants d'anciens esclaves africains emmenés au Brésil et revenus s'installer dans le golfe de Guinée au milieu du XIXe siècle, où ils forment, en lien avec le commerce triangulaire, puis avec l'administration coloniale, une communauté instruite et prospère, dont le membre le plus connu est Francisco Félix de Souza et dont sont issus nombre d'intellectuels dahoméens.
Son père s'installe à Libreville alors qu'il est encore adolescent. Grand lecteur, passionné par la presse, Paulin fréquente des cercles littéraires. Catholique convaincu, il fait la connaissance du prêtre-écrivain André Raponda-Walker qui lui ouvre les portes de sa bibliothèque.
Il arrive en France au lendemain de la Seconde Guerre mondiale, d'abord à Lyon où il fait ses débuts de journaliste en écrivant des articles pour Le Progrès. Il se rend ensuite à Paris en 1953, dans le contexte très stimulant d'une part de l'existentialisme animé par Jean-Paul Sartre au Quartier latin, d'autre part des débuts du mouvement de la négritude lancé par Aimé Césaire.
Il est pendant quelque temps le secrétaire particulier du poète surréaliste Philippe Soupault, mais, contre l'avis de ce dernier qui lui déconseille le journalisme, il intègre l'École supérieure de journalisme. À l'issue de sa formation en 1958, il est recruté par Pierre Lazareff à France-Soir, ce qui lui permet d'être aux premières loges pour suivre les débats politiques et intellectuels, à la veille des indépendances africaines.
En parallèle, en 1953, l'homme de presse français  Charles de Breteuil a lancé à Dakar le magazine Bingo, sous-titré « L'illustré africain, revue mensuelle de l'activité noire », d'abord dirigé par Ousmane Socé Diop. En 1960, Paulin Joachim se rend à Dakar, prend la relève et devient le rédacteur en chef de Bingo de 1960 à 1970. Il y publie lui-même des articles, tels que « Connaissance d'Aimé Césaire » (1962), ou « Une saison au Congo, d'Aimé Césaire » (1968).
Il collabore aussi à d'autres titres, tels que Présence africaine et Tam-Tam (revue des étudiants catholiques africains), également à la revue Géopolitique africaine.
En mars 1971, il lance un autre périodique à Abidjan, Décennie 2, sous-titré « Le magazine illustré de l'Afrique moderne », qu'il dirige jusqu'en 1980.
Paulin Joachim vit à Paris pendant les dernières années de sa vie.

## Recueils de poèmes
- Un nègre raconte, 1954
- Anti-Grâce, 1967
- Oraison pour une re-naissance, 1984[16]
- Éclairs d'ébène et de diamant, 2002

## Distinctions
En 2006 il reçoit la médaille W. E. B. Du Bois.